# Chaetacis incisa
Chaetacis incisa là một loài nhện trong họ Araneidae.
Loài này thuộc chi Chaetacis. Chaetacis incisa được Charles Athanase Walckenaer miêu tả năm 1842.